# Òscar Peris i Ròdenas
Òscar Peris i Ròdenas (Valls, 30 d'abril de 1974) és director comercial i polític català. Actualment és tinent d'alcalde i regidor de Valls.
Fou administrador de sistemes en una empresa de transports i treballador en una companyia de fabricació de components d'automoció. També fou director comercial en una empresa del sector de les arts gràfiques i de la identificació automàtica.
Fou cap de la Colla Joves Xiquets de Valls entre els anys 2001 i 2002. Actualment és president del Club Tennis Valls i soci de l'Institut d'Estudis Vallencs i de l'Assemblea Nacional Catalana.
És tercer tinent d'alcalde de Valls i regidor de Comerç i Turisme. Des de l'any 2016 és delegat del Govern de Catalunya a Tarragona.
A les eleccions al Parlament de Catalunya de 2017 encapçalà la candidatura per Esquerra Republicana de Catalunya - Catalunya Sí a la circumscripció de Tarragona, on fou elegit diputat.